# Fed Cup 2013 Zona Asia/Oceania
La Zona Asia/Oceania (Asia/Oceania Zone) è una delle 3 divisioni zonali nell'ambito della Fed Cup 2013. Essa è a sua volta suddivisa in due gruppi (Gruppo I, Gruppo II) formati rispettivamente da 7 e 11 squadre, inserite in tali gruppi in base ai risultati ottenuti l'anno precedente.

## Gruppo I
- Sede: National Tennis Centre, Astana, Kazakistan (cemento outdoor)
- Periodo: 6-9 febbraio
- Formula: due gironi (Pool) da tre e quattro squadre ciascuno, in cui ogni squadra affronta le altre incluse nel proprio Pool. Successivamente la prima in classifica del Pool A affronta la prima del Pool B per l'ammissione agli spareggi del Gruppo Mondiale II. L'ultima di ciascun Pool si affrontano in una finale parallela per evitare la retrocessione al Gruppo II della Zona Asiatica.

|   | Pool A (Dettagli) | Kazakistan (bandiera) | Thailandia (bandiera) | India (bandiera) |
| 1 | Kazakistan (2-0)  |                       | 2-1                   | 3-0              |
| 2 | Thailandia (1-1)  | 1-2                   |                       | 3-0              |
| 3 | India (0-2)       | 0-3                   | 0-3                   |                  |

|   | Pool B (Dettagli)   | Uzbekistan (bandiera) | Cina (bandiera) | Taipei cinese (bandiera) | Corea del Sud (bandiera) |
| 1 | Uzbekistan (3-0)    |                       | 2-1             | 2-1                      | 2-1                      |
| 2 | Cina (2-1)          | 1-2                   |                 | 3-0                      | 2-1                      |
| 3 | Taipei cinese (1-2) | 1-2                   | 0-3             |                          | 3-0                      |
| 4 | Corea del Sud (0-3) | 1-2                   | 1-2             | 0-3                      |                          |

### Spareggio promozione

#### Kazakistan vs. Uzbekistan
| Kazakistan 2 | National Tennis Centre, Astana, Kazakistan 9 febbraio 2013 cemento outdoor | National Tennis Centre, Astana, Kazakistan 9 febbraio 2013 cemento outdoor    | Uzbekistan 1 |     |     |  |
| \| \| \| \| 1 \| 2 \| 3 \| \| \| - \| \| ----------------------------------------------------------------------------- \| --- \| --- \| --- \| \| \| 1 \| \| Ksenija Pervak Nigina Abduraimova \| 6 0 \| 6 4 \| \| \| \| 2 \| \| Jaroslava Švedova Akgul Amanmuradova \| 6 1 \| 5 7 \| 4 6 \| \| \| 3 \| \| Jaroslava Švedova / Galina Voskoboeva Nigina Abduraimova / Akgul Amanmuradova \| 6 2 \| 6 4 \| \| \| |                                                                            |                                                                               |              |     |     |  |
| |                                                                            |                                                                               | 1            | 2   | 3   |  |
| 1 | Kazakistan (bandiera) · Uzbekistan (bandiera)                              | Ksenija Pervak Nigina Abduraimova                                             | 6 0          | 6 4 |     |  |
| 2 | Kazakistan (bandiera) · Uzbekistan (bandiera)                              | Jaroslava Švedova Akgul Amanmuradova                                          | 6 1          | 5 7 | 4 6 |  |
| 3 | Kazakistan (bandiera) · Uzbekistan (bandiera)                              | Jaroslava Švedova / Galina Voskoboeva Nigina Abduraimova / Akgul Amanmuradova | 6 2          | 6 4 |     |  |

### Spareggio 3º/4º posto

#### Cina vs. Thailandia
| Cina 1 | National Tennis Centre, Astana, Kazakistan 9 febbraio 2013 cemento outdoor | National Tennis Centre, Astana, Kazakistan 9 febbraio 2013 cemento outdoor | Thailandia 2 |     |     |  |
| \| \| \| \| 1 \| 2 \| 3 \| \| \| - \| \| --------------------------------------------------------------------- \| --- \| --- \| --- \| \| \| 1 \| \| Hao Chen Tang Noppawan Lertcheewakarn \| 2 6 \| 7 5 \| 3 6 \| \| \| 2 \| \| Qiang Wang Nudnida Luangnam \| 6 4 \| 6 2 \| \| \| \| 3 \| \| Hao Chen Tang / Zhou Yimiao Luksika Kumkhum / Varatchaya Wongteanchai \| 3 6 \| 6 4 \| 5 7 \| \| |                                                                            |                                                                            |              |     |     |  |
| |                                                                            |                                                                            | 1            | 2   | 3   |  |
| 1 | Cina (bandiera) · Thailandia (bandiera)                                    | Hao Chen Tang Noppawan Lertcheewakarn                                      | 2 6          | 7 5 | 3 6 |  |
| 2 | Cina (bandiera) · Thailandia (bandiera)                                    | Qiang Wang Nudnida Luangnam                                                | 6 4          | 6 2 |     |  |
| 3 | Cina (bandiera) · Thailandia (bandiera)                                    | Hao Chen Tang / Zhou Yimiao Luksika Kumkhum / Varatchaya Wongteanchai      | 3 6          | 6 4 | 5 7 |  |

### Spareggio retrocessione

#### India vs. Corea del Sud
| India 0 | National Tennis Centre, Astana, Kazakistan 9 febbraio 2013 cemento outdoor | National Tennis Centre, Astana, Kazakistan 9 febbraio 2013 cemento outdoor | Corea del Sud 3 |     |   |     |
| \| \| \| \| 1 \| 2 \| 3 \| \| \| - \| \| ----------------------------------------------------- \| ---- \| --- \| - \| --- \| \| 1 \| \| Rutuja Bhosale So-Ra Lee \| 65 7 \| 1 6 \| \| \| \| 2 \| \| Rishika Sunkara Sung-Hee Han \| 4 6 \| 3 6 \| \| \| \| 3 \| \| Kyra Shroff / Rishika Sunkara Seo-Kyung Kang / Mi Yoo \| \| \| \| w/o \| |                                                                            |                                                                            |                 |     |   |     |
| |                                                                            |                                                                            | 1               | 2   | 3 |     |
| 1 | India (bandiera) · Corea del Sud (bandiera)                                | Rutuja Bhosale So-Ra Lee                                                   | 65 7            | 1 6 |   |     |
| 2 | India (bandiera) · Corea del Sud (bandiera)                                | Rishika Sunkara Sung-Hee Han                                               | 4 6             | 3 6 |   |     |
| 3 | India (bandiera) · Corea del Sud (bandiera)                                | Kyra Shroff / Rishika Sunkara Seo-Kyung Kang / Mi Yoo                      |                 |     |   | w/o |

### Verdetti
- Kazakistan accede ai World Group II Play-off.
- India retrocesse nel gruppo II per il 2014.

## Gruppo II
- Sede: National Tennis Centre, Astana, Kazakistan (cemento outdoor)
- Periodo: 4-10 febbraio
- Formula: due gironi (Pool), uno da cinque squadre e uno da sei, in cui ogni squadra affronta le altre incluse nel proprio Pool. Successivamente la prima in classifica del Pool A affronta la prima del Pool B per la promozione al Gruppo I l'anno successivo.

|   | Pool A (Dettagli)   | Hong Kong (bandiera) | Nuova Zelanda (bandiera) | Vietnam (bandiera) | Turkmenistan (bandiera) | Singapore (bandiera) |
| 1 | Hong Kong (4-0)     |                      | 2-1                      | 3-0                | 3-0                     | 3-0                  |
| 2 | Nuova Zelanda (3-1) | 1-2                  |                          | 3-0                | 3-0                     | 3-0                  |
| 3 | Vietnam (2-2)       | 0-3                  | 0-3                      |                    | 3-0                     | 3-0                  |
| 4 | Turkmenistan (1-3)  | 0-3                  | 0-3                      | 0-3                |                         | 2-1                  |
| 5 | Singapore (0-4)     | 0-3                  | 0-3                      | 0-3                | 1-2                     |                      |

|   | Pool B (Dettagli)  | Indonesia (bandiera) | Filippine (bandiera) | Malaysia (bandiera) | Kirghizistan (bandiera) | Pakistan (bandiera) | Iran (bandiera) |
| 1 | Indonesia (5-0)    |                      | 3-0                  | 3-0                 | 3-0                     | 3-0                 | 3-0             |
| 2 | Filippine (4-1)    | 0-3                  |                      | 3-0                 | 2-1                     | 3-0                 | 3-0             |
| 3 | Malaysia (3-2)     | 0-3                  | 0-3                  |                     | 2-1                     | 3-0                 | 3-0             |
| 4 | Kirghizistan (2-3) | 0-3                  | 1-2                  | 1-2                 |                         | 2-1                 | 3-0             |
| 5 | Pakistan (1-4)     | 0-3                  | 0-3                  | 0-3                 | 1-2                     |                     | 3-0             |
| 6 | Iran (0-5)         | 0-3                  | 0-3                  | 0-3                 | 0-3                     | 0-3                 |                 |

### Spareggio promozione

#### Hong Kong vs. Indonesia
| Hong Kong 0 | National Tennis Centre, Astana, Kazakistan 9 febbraio 2013 cemento outdoor | National Tennis Centre, Astana, Kazakistan 9 febbraio 2013 cemento outdoor | Indonesia 2 |     |      |             |
| \| \| \| \| 1 \| 2 \| 3 \| \| \| - \| \| --------------------------------------------------------------- \| --- \| --- \| ---- \| ----------- \| \| 1 \| \| Katherine Ip Lavinia Tananta \| 1 6 \| 6 4 \| 65 7 \| \| \| 2 \| \| Venise Chan Ayu-Fani Damayanti \| 2 6 \| 3 6 \| \| \| \| 3 \| \| Venise Chan / Katherine Ip Ayu-Fani Damayanti / Aldila Sutjiadi \| \| \| \| non giocato \| |                                                                            |                                                                            |             |     |      |             |
| |                                                                            |                                                                            | 1           | 2   | 3    |             |
| 1 | Hong Kong (bandiera) · Indonesia (bandiera)                                | Katherine Ip Lavinia Tananta                                               | 1 6         | 6 4 | 65 7 |             |
| 2 | Hong Kong (bandiera) · Indonesia (bandiera)                                | Venise Chan Ayu-Fani Damayanti                                             | 2 6         | 3 6 |      |             |
| 3 | Hong Kong (bandiera) · Indonesia (bandiera)                                | Venise Chan / Katherine Ip Ayu-Fani Damayanti / Aldila Sutjiadi            |             |     |      | non giocato |

### Spareggio 3º/4º posto

#### Filippine vs. Nuova Zelanda
| Filippine 0 | National Tennis Centre, Astana, Kazakistan 9 febbraio 2013 cemento outdoor | National Tennis Centre, Astana, Kazakistan 9 febbraio 2013 cemento outdoor    | Nuova Zelanda 2 |     |   |             |
| \| \| \| \| 1 \| 2 \| 3 \| \| \| - \| \| ----------------------------------------------------------------------------- \| --- \| --- \| - \| ----------- \| \| 1 \| \| Anna Clarice Patrimonio Abigail Guthrie \| 3 6 \| 0 6 \| \| \| \| 2 \| \| Marinel Rudas Emily Fanning \| 4 6 \| 3 6 \| \| \| \| 3 \| \| Marian Jade Capadocia / Anna Clarice Patrimonio Abigail Guthrie / Emma Hayman \| \| \| \| non giocato \| |                                                                            |                                                                               |                 |     |   |             |
| |                                                                            |                                                                               | 1               | 2   | 3 |             |
| 1 | Filippine (bandiera) · Nuova Zelanda (bandiera)                            | Anna Clarice Patrimonio Abigail Guthrie                                       | 3 6             | 0 6 |   |             |
| 2 | Filippine (bandiera) · Nuova Zelanda (bandiera)                            | Marinel Rudas Emily Fanning                                                   | 4 6             | 3 6 |   |             |
| 3 | Filippine (bandiera) · Nuova Zelanda (bandiera)                            | Marian Jade Capadocia / Anna Clarice Patrimonio Abigail Guthrie / Emma Hayman |                 |     |   | non giocato |

### Spareggio 5º/6º posto

#### Malesia vs. Vietnam
| Malaysia 0 | National Tennis Centre, Astana, Kazakistan 9 febbraio 2013 cemento outdoor | National Tennis Centre, Astana, Kazakistan 9 febbraio 2013 cemento outdoor | Vietnam 3 |     |     |  |
| \| \| \| \| 1 \| 2 \| 3 \| \| \| - \| \| ----------------------------------------------------------------------- \| ---- \| --- \| --- \| \| \| 1 \| \| Theiviya Selvarajoo Tran Thi Tam Hao \| 3 6 \| 6 3 \| 3 6 \| \| \| 2 \| \| Alyssa Boey Huynh Phuong Dai Trang \| 1 6 \| 0 6 \| \| \| \| 3 \| \| Aslina Chua / Nurin Nabilah Roslan Huynh Phi Khanh / Nguyen Ai Ngoc Van \| 65 7 \| 2 6 \| \| \| |                                                                            |                                                                            |           |     |     |  |
| |                                                                            |                                                                            | 1         | 2   | 3   |  |
| 1 | Malaysia (bandiera) · Vietnam (bandiera)                                   | Theiviya Selvarajoo Tran Thi Tam Hao                                       | 3 6       | 6 3 | 3 6 |  |
| 2 | Malaysia (bandiera) · Vietnam (bandiera)                                   | Alyssa Boey Huynh Phuong Dai Trang                                         | 1 6       | 0 6 |     |  |
| 3 | Malaysia (bandiera) · Vietnam (bandiera)                                   | Aslina Chua / Nurin Nabilah Roslan Huynh Phi Khanh / Nguyen Ai Ngoc Van    | 65 7      | 2 6 |     |  |

### Spareggio 7º/8º posto

#### Kirghizistan vs. Turkmenistan
| Kirghizistan 0 | National Tennis Centre, Astana, Kazakistan 9 febbraio 2013 cemento outdoor | National Tennis Centre, Astana, Kazakistan 9 febbraio 2013 cemento outdoor | Turkmenistan 3 |     |     |  |
| \| \| \| \| 1 \| 2 \| 3 \| \| \| - \| \| --------------------------------------------------------------------- \| --- \| --- \| --- \| \| \| 1 \| \| Arina Beliaeva Jahan Bayramova \| 6 4 \| 0 6 \| 4 6 \| \| \| 2 \| \| Bermet Duvanaeva Anastasiýa Prenko \| 3 6 \| 6 3 \| 0 6 \| \| \| 3 \| \| Arina Beliaeva / Sabina Korsunova Anastasiýa Prenko / Jahan Bayramova \| 1 6 \| 1 6 \| \| \| |                                                                            |                                                                            |                |     |     |  |
| |                                                                            |                                                                            | 1              | 2   | 3   |  |
| 1 | Kirghizistan (bandiera) · Turkmenistan (bandiera)                          | Arina Beliaeva Jahan Bayramova                                             | 6 4            | 0 6 | 4 6 |  |
| 2 | Kirghizistan (bandiera) · Turkmenistan (bandiera)                          | Bermet Duvanaeva Anastasiýa Prenko                                         | 3 6            | 6 3 | 0 6 |  |
| 3 | Kirghizistan (bandiera) · Turkmenistan (bandiera)                          | Arina Beliaeva / Sabina Korsunova Anastasiýa Prenko / Jahan Bayramova      | 1 6            | 1 6 |     |  |

### Spareggio 9º/10º posto

#### Pakistan vs. Singapore
| Pakistan 0 | National Tennis Centre, Astana, Kazakistan 9 febbraio 2013 cemento outdoor | National Tennis Centre, Astana, Kazakistan 9 febbraio 2013 cemento outdoor | Singapore 3 |     |      |  |
| \| \| \| \| 1 \| 2 \| 3 \| \| \| - \| \| ---------------------------------------------------- \| --- \| --- \| ---- \| \| \| 1 \| \| Sara Mansoor Geraldine Ang \| 4 6 \| 1 6 \| \| \| \| 2 \| \| Ushna Suhail Rheeya Doshi \| 2 6 \| 6 4 \| 4 6 \| \| \| 3 \| \| Saba Aziz / Sara Mansoor Rehmat Johal / Khee Yen Wee \| 6 3 \| 2 6 \| 62 7 \| \| |                                                                            |                                                                            |             |     |      |  |
| |                                                                            |                                                                            | 1           | 2   | 3    |  |
| 1 | Pakistan (bandiera) · Singapore (bandiera)                                 | Sara Mansoor Geraldine Ang                                                 | 4 6         | 1 6 |      |  |
| 2 | Pakistan (bandiera) · Singapore (bandiera)                                 | Ushna Suhail Rheeya Doshi                                                  | 2 6         | 6 4 | 4 6  |  |
| 3 | Pakistan (bandiera) · Singapore (bandiera)                                 | Saba Aziz / Sara Mansoor Rehmat Johal / Khee Yen Wee                       | 6 3         | 2 6 | 62 7 |  |

### Verdetto
- Indonesia promossa alla Zona I.